# Alucita palodactyla
Alucita palodactyla är en fjärilsart som beskrevs av Philipp Christoph Zeller 1847. Alucita palodactyla ingår i släktet Alucita och familjen mångfliksmott, (Alucitidae). Inga underarter finns listade i Catalogue of Life.